# Agatha Dekenstraat
Agatha Dekenstraat is een straat in Amsterdam-West.

## Geschiedenis en ligging
Dit gebied was eeuwenlang agrarisch gebied in de 19e eeuw toebehorende aan de gemeente Nieuwer-Amstel, Stads- en Godshuispolder. Dat was voornamelijk een landelijk gebied met hier en daar speelhuizen en buitenverblijven, het zou zich ontwikkelen tot een soort dorpskern (kwartier). Het was toen nog een systeem van paden en sloten. Zo lagen hier het Jan Hansenpad (van Singel tot Kostverlorenvaart), Jan Hansensloot en Jan Hansenkade met de gemeentegrens.Het buurtje dat tegen de Kostverlorenvaart aangeplakt ligt kreeg de naam Jan Hansenbuurt. Jan Hansen was een 16e eeuwse grondbezitter zijn geweest binnen genoemde gemeente, Eind 19e eeuw ontstond er een grensgeschil tussen Nieuwer-Amstel en gemeente Amsterdam. Een van de punten was dat de Jan Hansensloot bepaald onhygiënische verschijnselen begon te vertonen en de beide gemeenten streden wie uiteindelijk de demping voor haar rekening moest verzorgen. Een ander strijdpunt was de brandweer. Nieuwer-Amstel had de kazerne geplaatst aan de Van Baerlestraat, voordat die in geval van calamiteit de Jan Hansenbuurt zou bereiken zou het te laat zijn. In 1896 ging de buurt over naar Amsterdam en ontwikkelde langzaam de naam Bellamybuurt. 
Het leverde in 1922 alsnog een probleem op. Amsterdam kreeg toen twee Van Speyckstraten; een hier en een ander uit de gemeente Sloten. De Van Speyckstraat en De Van Speyckdwarsstraat uit de Hansenbuurt werden op 22 maart 1922 hernoemd in de Schimmelstraat en Korte Schimmelstraat, naar bankdirecteur Hendrik Jan Schimmel.
De sloot werd rond 1898 gedempt en de buurt kreeg al een iets stedelijker karakter.
Het Jan Hansenpad werd op 21 september 1904 de Jan Hanzenstraat (dan alleen met een z). De sloot en bijbehorende kade kregen per gelijke datum de naam Agatha Dekenstraat. De straat werd samen vernoemd met de Elisabeth Wolffstraat naar Aagje Deken en Betje Wolff (ze liggen naast elkaar).
Beide straten vormen de verbinding tussen De Clercqstraat en een open ruimte in de wijk dat de naam Bellamyplein kreeg. Die open ruimte herinnert nog aan de nooit gerealiseerde plannen van Amsterdam om aan de oostkant van de Jan Hansenkade een groentemarkt te vestigen.
Kunst in de straat is nauwelijks te vinden, behalve een beeld boven de open ruimte tussen 40 en 42, wat vermoedelijk een particulier initiatief is. Voor openbaar vervoer moeten de bewoners naar De Clercqstraat.

## Gebouwen
Een opmerkelijk blokje binnen de bebouwing is vanwege de geschiedenis de bebouwing op de hoek van de Jan Hanzenstraat 14-24 en Agatha Dekenstraat 40-52. Twaalf huizen naar model van architect of bouwkundige H.J. Willems komen uit 1875, de tijd van Nieuwer-Amstel, en kent maar drie bouwlagen (de overzijde kent vier bouwlagen) en is lager gepositioneerd dan het straatniveau (polderniveau). Bij de demping van de sloot werd het maaiveldniveau verhoogd (stadsniveau), maar dus niet bij dit blok.
Een ander opvallend blokje wordt gevormd door de huizen uit circa 1907 op de huisnummers 7 tot en met 21. Ze zijn ontworpen door architect Jan Ernst van der Pek voor de Vereeniging Amsterdams Bouwfonds van Peter Wilhelm Janssen waarvan het monument op het Bellamyplein zijn. De woningen wijken af in het ontwerp van de dakkapellen. Het blokje wordt qua architectuur en stedenbouwkundig ontwerp ingedeeld bij Orde 2. Tot slot is een aantal panden in de reeks huisnummers 23 tot en met 61 in de jaren twintig verbouwd van woningen tot winkels. De stijl van de begane grond werd daarmee Amsterdamse School in plaats van architectuur van de 19e eeuw; desalniettemin architectonisch weinig interessant, volgens de gemeente. Het blokje met huisnummers 12 tot en met 22 is van architect Peter Geusebroek, eind jaren zeventig van de 20e eeuw.

## Afbeeldingen

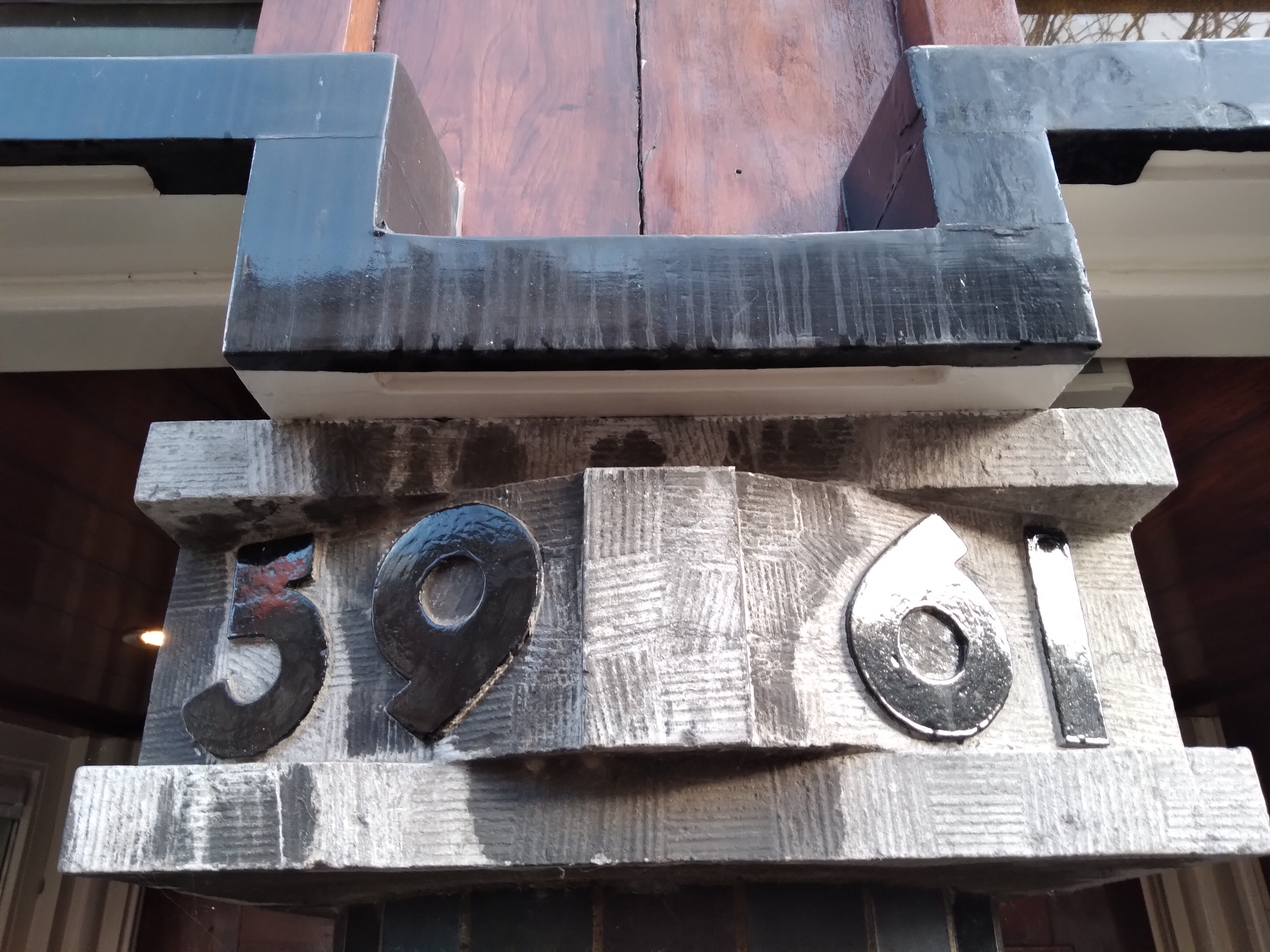
Amsterdamse School in Agatha Dekenstraat (november 2021)
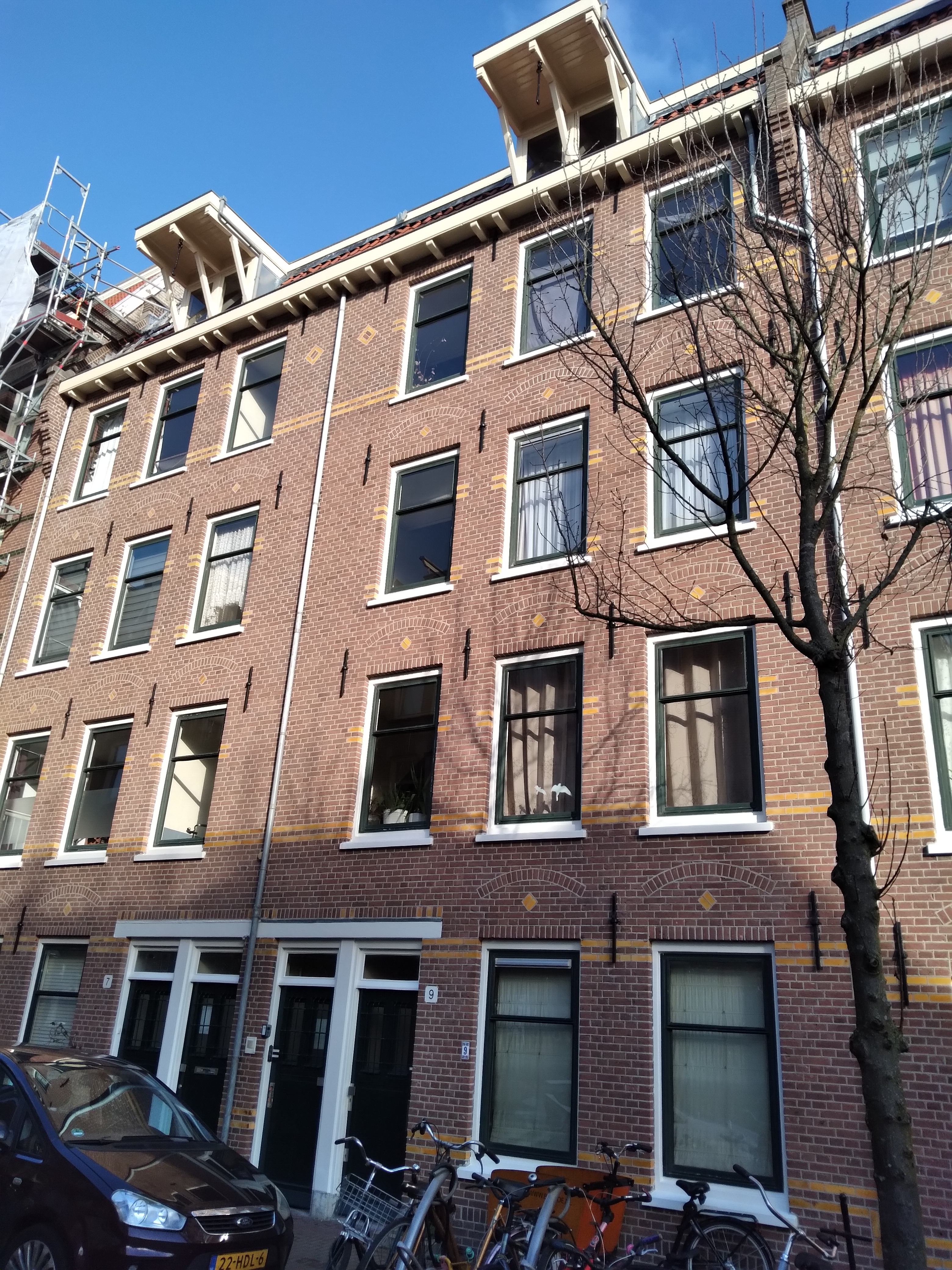
Dakkapellen op 7 en 9 (november 2021)
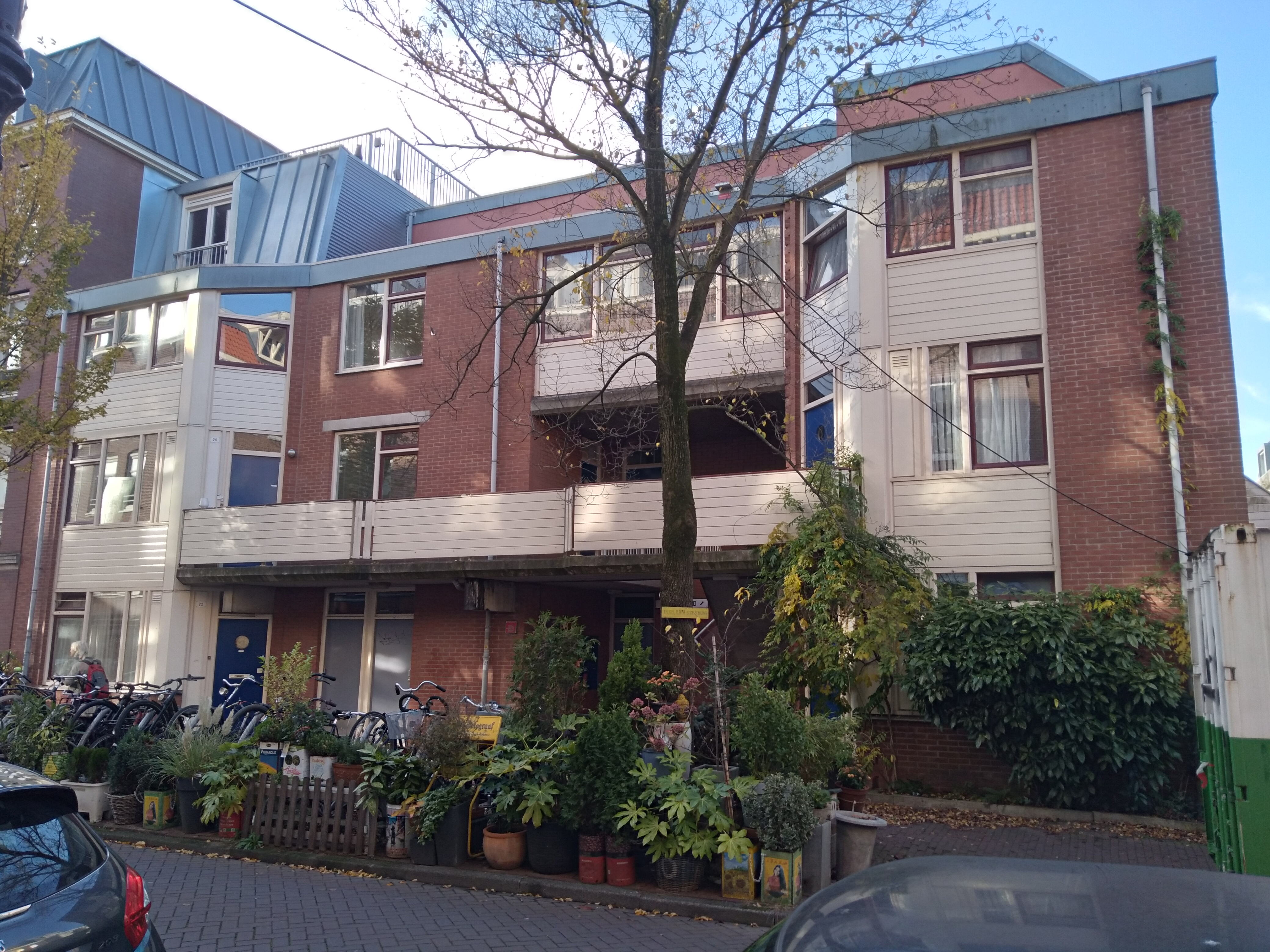
Peter Geusebroek in de Agatha Dekenstraat 12-22 (november 2021)
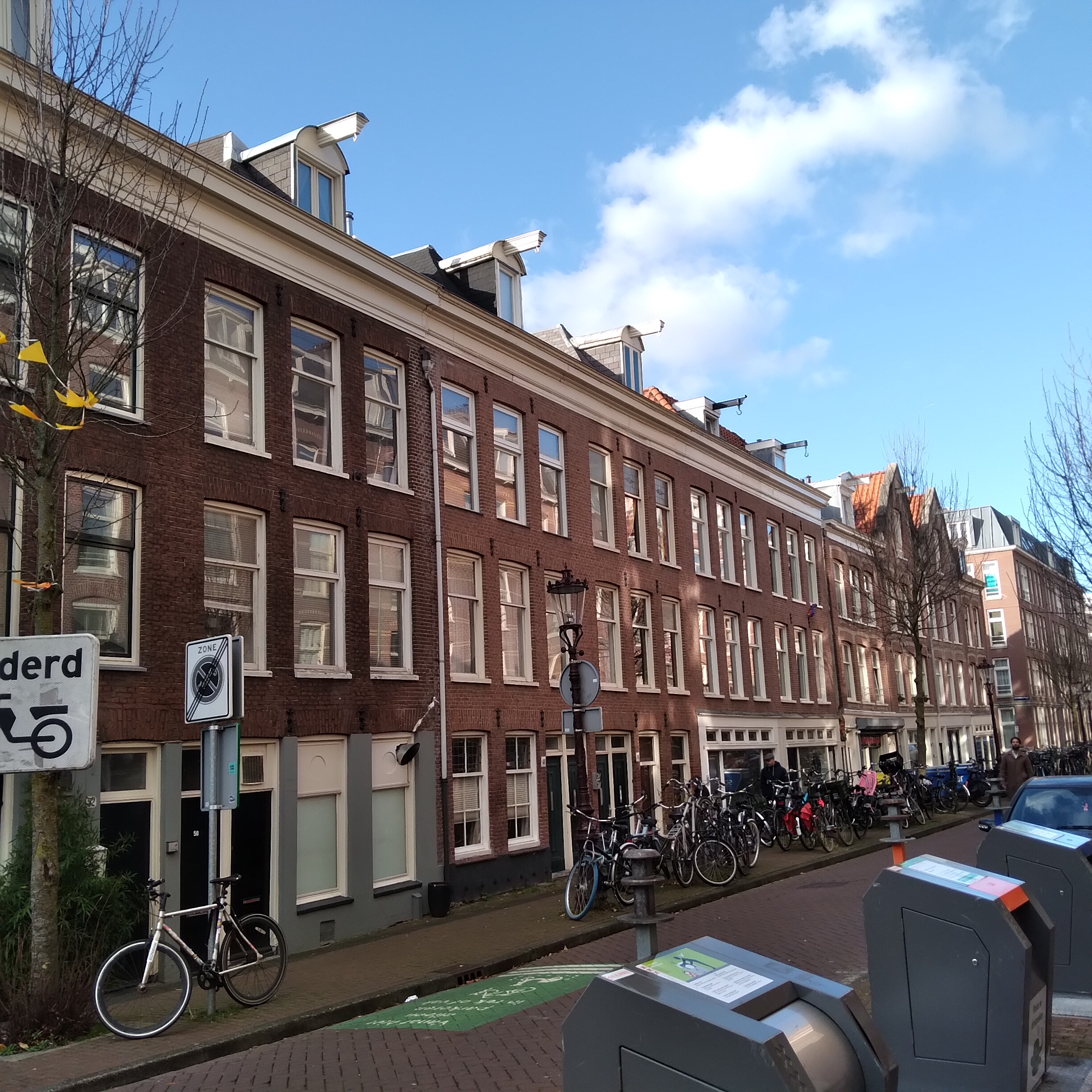
Blok van Willems met verlaging straatniveau richting woningen (november 2021)